# Gummegöl
Gummegöl är en sjö i Nybro kommun i Småland och ingår i Alsteråns huvudavrinningsområde. Sjön har en area på 0,0686 kvadratkilometer och ligger 112,4 meter över havet.

## Delavrinningsområde
Gummegöl ingår i det delavrinningsområde (632620-150645) som SMHI kallar för Mynnar i Bäsebäck. Medelhöjden är 121 meter över havet och ytan är 2,8 kvadratkilometer. Det finns ett avrinningsområde uppströms, och räknas det in blir den ackumulerade arean 9,93 kvadratkilometer. Älebäcken som avvattnar avrinningsområdet har biflödesordning 4, vilket innebär att vattnet flödar genom totalt 4 vattendrag innan det når havet efter 63 kilometer. Avrinningsområdet består mestadels av skog (96 procent). Avrinningsområdet har 0,07 kvadratkilometer vattenytor vilket ger det en sjöprocent på 2,4 procent.